# Јарослав (име)
Јарослав је мушко словенско име, које је најпопуларније код источних и западних Словена; Словачкој и Чешкој, Русији, Пољској и Украјини. Кованица је речи „јара“ (у смислу сунчан) и „слава“, а има значење „у славу пролећу“ или „лепота пролећа“.

## Имендани
Имендани се славе 27. априла у Чешкој и Словачкој.

## Популарност
У Чешкој је ово име било на 32. месту по популарности 2008. године.

## Занимљивост
У Пољској постоји насељено место Јарослав.

## Изведена имена
Женски облик је Јарослава, а скраћени облик који се користи у Чешкој је Јаро, што на том језику значи „пролеће“.

## Познате личности
- Јарослав Мудри — велики кнез Кијевске Русије
- Јарослав Качињски — премијер Пољске
- Јарослава Шведова — казахстанска тенисерка
- Јарослав Хашек — чешки писац
- Јарослав Плашил — чешки фудбалер